# Ploščad' Marksa
Ploščad' Marksa (in russo:Площадь Маркса) è uno dei due capolinea della Linea Leninskaja, la linea 1 della Metropolitana di Novosibirsk. È stata inaugurata il 26 luglio 1991.